# Versigny (Aisne)
Versigny ist eine französische Gemeinde mit 467 Einwohnern (Stand 1. Januar 2022) im Département Aisne in der Region Hauts-de-France (vor 2016 Picardie). Sie gehört zum Arrondissement Laon, zum Kanton Tergnier und zum Gemeindeverband Chauny-Tergnier-La Fère. Die Einwohner werden Versigniens und Versigniennes genannt.

## Geografie
Die Gemeinde Versigny liegt 20 Kilometer nordwestlich von Laon, nahe der Mündung der Serre in die Oise. Nachbargemeinden von Versigny sind Anguilcourt-le-Sart im Norden, Courbes im Nordosten, Monceau-lès-Leups im Osten, Couvron-et-Aumencourt im Südosten, Fourdrain im Süden, Fressancourt im Südwesten, Rogécourt im Westen sowie Danizy im Nordwesten.

## Bevölkerungsentwicklung
| Jahr                       | 1962 | 1968 | 1975 | 1982 | 1990 | 1999 | 2006 | 2014 | 2022 |
| Einwohner                  | 543  | 500  | 447  | 459  | 485  | 431  | 449  | 474  | 467  |
| Quellen: Cassini und INSEE |      |      |      |      |      |      |      |      |      |

## Sehenswürdigkeiten

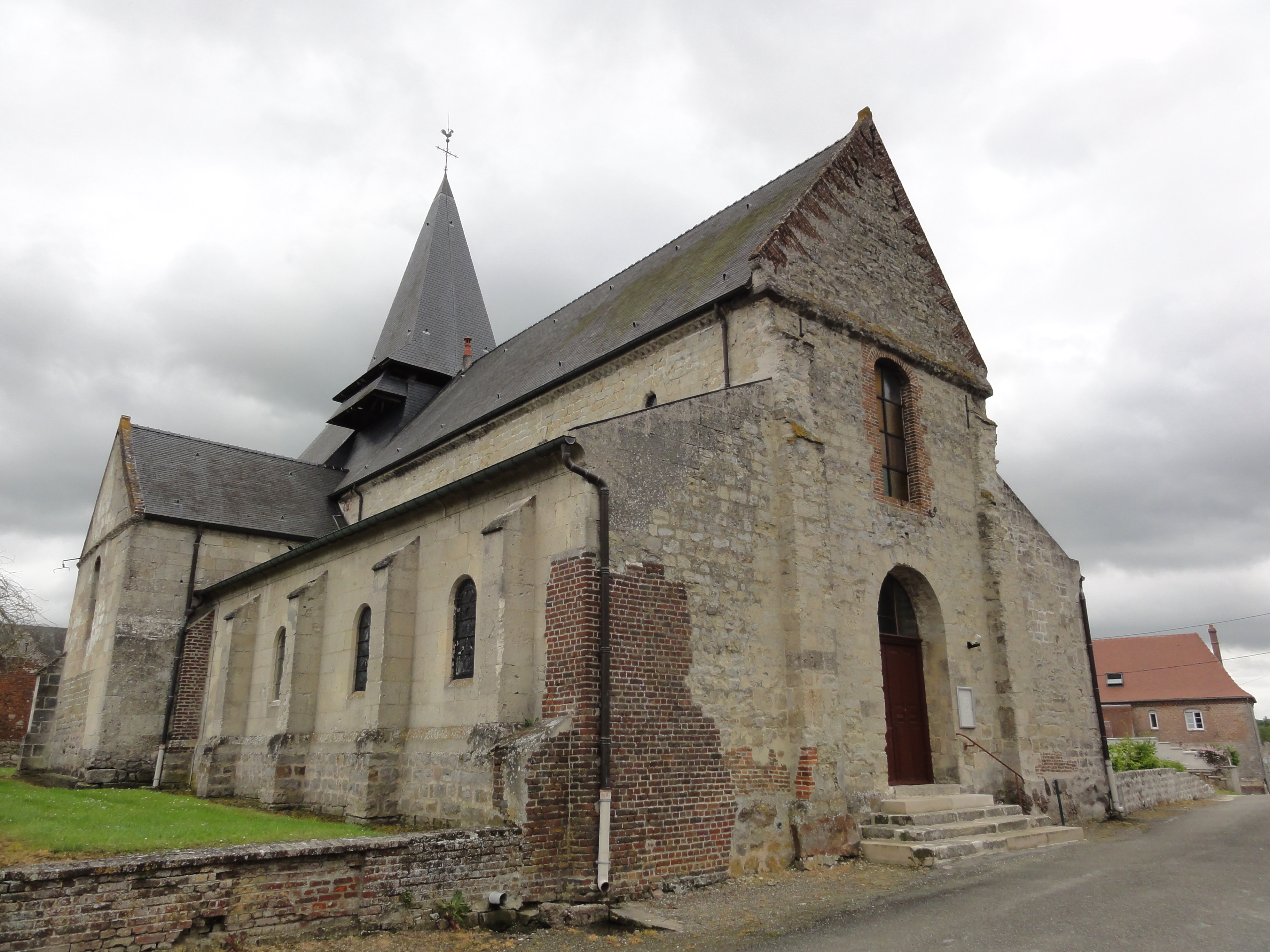
Kirche Saint-Jean-Baptiste
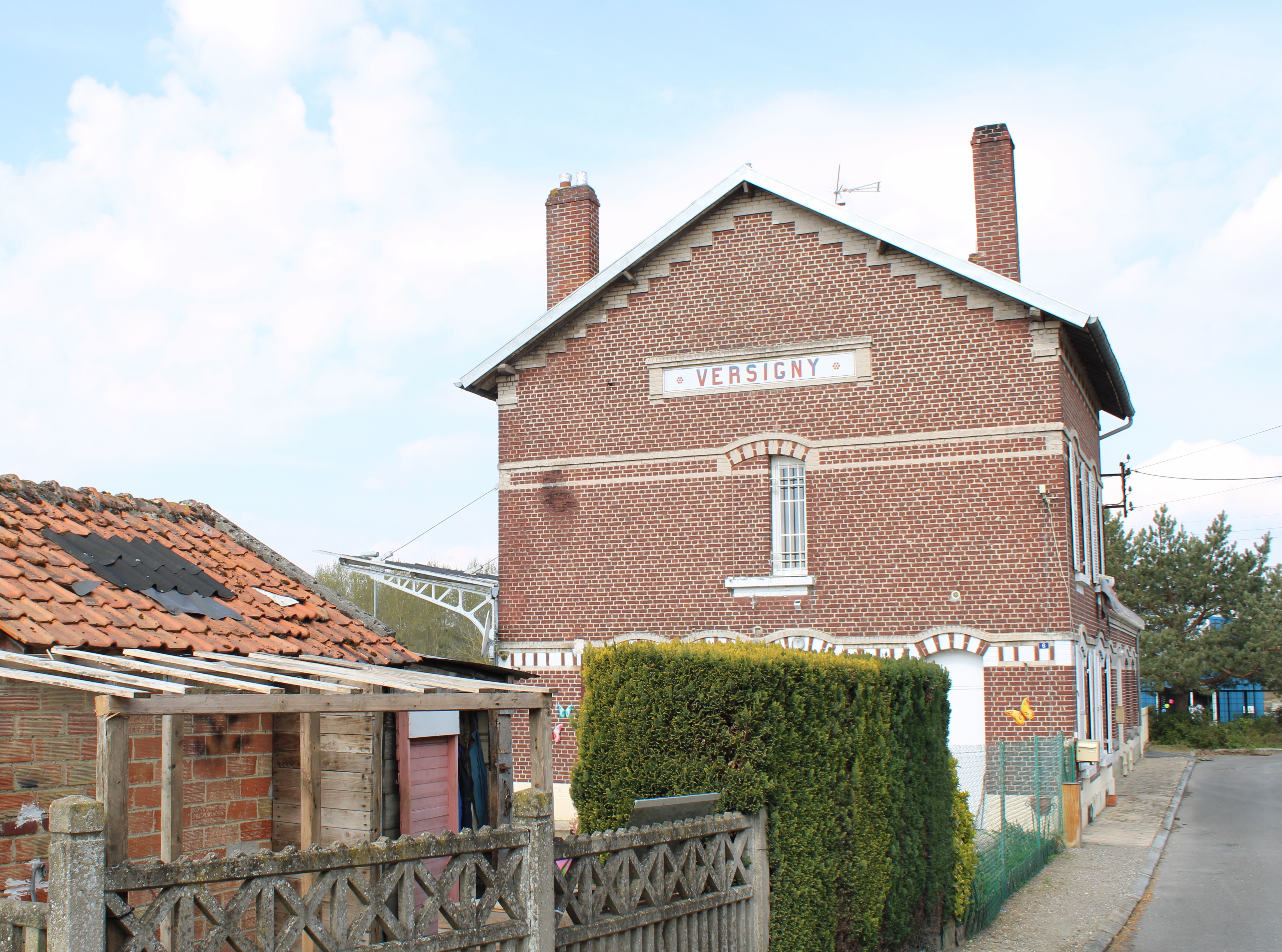
Bahnhof
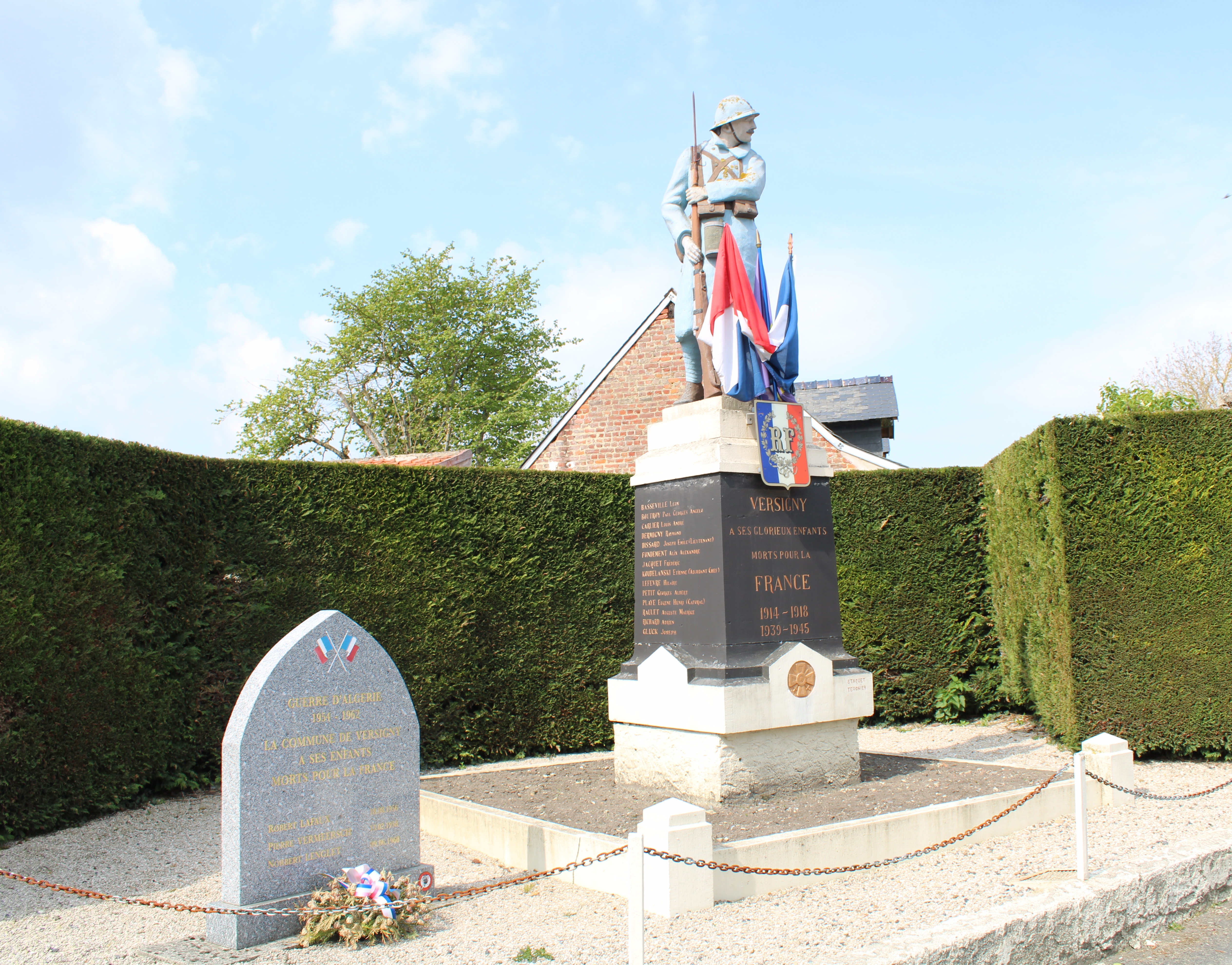
Gefallenendenkmal

- Wasserturm

- Kirche Saint-Jean-Baptiste
- Bahnhof
- Gefallenendenkmal